# Sara Pastrana
Sara Pastrana, född 12 mars 1999, är en honduransk simmare.
Pastrana tävlade för Honduras vid olympiska sommarspelen 2016 i Rio de Janeiro, där hon blev utslagen i försöksheatet på 200 meter frisim.